# Chiesa di San Rocco (Aurisina)
La chiesa di San Rocco è la parrocchiale di Aurisina, in provincia di Trieste ed arcidiocesi di Gorizia; fa parte del decanato di Duino.
L'edificio è posto nella frazione di Aurisina centro, a chiusura di una piazza allungata.

## Storia
La chiesa venne costruita nel 1753 in sostituzione della precedente, consacrata nel 1604. La consacrazione della nuova chiesa avvenne nel 1764, a cura dell'allora arcivescovo di Gorizia Karl Michael von Attems. La chiesa, eretta come cappellania della parrocchia decanale di Duino, divenne curazia nel 1795 (data riportata anche nel portale d'ingresso) e nel 1810 vicariato. Venne eretta in parrocchia nel 1935, riconosciuta civilmente nel 1957. Una lapide, presente sulla contermine sacrestia, datata 1852, fa riferimento alla costruzione della chiesa.

## Descrizione
L'interno, a navata unica, conserva l'altare maggiore, in stile barocco. La navata riceve luce da una finestra rettangolare, posta al centro della facciata. All'esterno, sopra il portale, è posta, in una nicchia, la statua di San Rocco. Il presbiterio ha un'abside poligonale con due monofore arcuate, poste sui due lati obliqui minori. Le volte sono  abbellite con dipinti di angeli e santi e dei riquadri con motivi geometrici.
La chiesa possiede tre altari, il maggiore dedicato a San Rocco, quello di destra a San Giuseppe, mentre quello di sinistra a San Valentino. Le due pareti della navata hanno entrambe una nicchia: in quella di destra vi è il crocefisso, in quella di sinistra una statua di Maria Vergine. Il lato sinistro della navata contiene anche un pulpito in legno.
Il campanile, su base ottagonale, alto 35 metri, è posto alla sinistra del presbiterio e possiede l'orologio.
La chiesa è separata dalla piazza da un muricciolo, che delimita un'area precedentemente adibita a cimitero.